# Kritický systém
Kritický systém je systém, který musí být vysoce spolehlivý a zachovávat si svou spolehlivost během svého vývoje bez potřeby prohibitivně vysokých nákladů.
Existují čtyři typy kritických systémů:
- kritické z hlediska bezpečnosti (anglicky safety critical),
- kritické z hlediska úkolu/poslání (anglicky mission critical),
- kritické z hlediska podnikání (anglicky business critical),
- kritické z hlediska bezpečnosti informací (anglicky security critical).[1]

## Popis
Pro vývoj kritických systémů se musí používat důvěryhodné metody a techniky. Z tohoto důvodu se při vývoji kritických systémů obvykle používají časem prověřené techniky místo novějších technik, které nebyly důkladně prověřeny v praxi. Vývojáři kritických systémů jsou přirozeně konzervativní, dávají přednost použití starších technik, jejichž silná a slabá místa jsou známa, místo nových technik, které se sice mohou jevit lepší, ale jejichž dlouhodobé problémy nejsou známy.
Pro vývoj kritických systémů se mohou používat nákladné techniky softwarového inženýrství, které nejsou nákladově efektivní pro běžné systémy. Pro systémy kritické z hlediska bezpečnosti nebo bezpečnosti dat byly úspěšně použity formální matematické metody vývoje softwaru. Jedním z důvodů, proč se tyto formální metody používají, je, že pomáhají snižovat potřebný rozsah testování. Pro kritické systémy jsou náklady verifikace a validace obvykle velmi vysoké a často přesahují 50 % celkových nákladů na vývoj systému.

## Klasifikace
Zařazení systému mezi kritické vyplývá z důsledků, ke kterým může vést selhání systému nebo jeho funkce. Kritické systémy se dále rozlišují na fail-operational a fail-safe, podle odolnosti, kterou musí vykazovat vůči poruchám:
- Fail-operational – u těchto systémů se typicky požaduje, aby fungovaly nejen při jmenovitých (očekávaných) podmínkách, ale i v situacích, kdy některé komponenty nefungují správně. Příkladem jsou letadla, která musí být schopna letu, i když některé komponenty selžou.
- Fail-safe – u těchto systémů stačí, že se při výskytu poruchy (nebo více poruch) bezpečně vypnou. Příkladem jsou vlaky, protože k uvedení do bezpečného stavu typicky stačí vlak zastavit.

### Systémy kritické z hlediska bezpečnosti
Selhání systému kritického z hlediska bezpečnosti může vést na ztrátě života, závažným zraněním osob nebo poškození životního prostředí. Příkladem systému kritického z hlediska bezpečnosti je řídicí systém chemického výrobního závodu, letadla, řídicí systém automatického vlaku metra, řídicí systém jaderné elektrárny, apod.

### Systémy kritické z hlediska úkolu
Systémy kritické z hlediska úkolu jsou vytvářeny tak, aby se zabránilo nemožnosti splnit cíle projektu nebo jeden z cílů, pro které byl systém navržen. Příkladem systému kritického z hlediska úkolu jsou navigační systémy pro kosmické lodě, software řídící systém pro manipulaci se zavazadly na letišti, apod.

### Obchodně kritické systémy
Obchodně kritické systémy jsou programované tak, aby se zabránilo významné hmotné nebo nehmotné škodě; například ztrátě schopnosti podnikat nebo poškození dobrého jména. K tomu může vést i přerušení služeb způsobené nepoužitelností systému. Příkladem obchodně kritických systémů jsou systém účtování zákazníků v bance, systém obchodování s akciemi, ERP systém společnosti, internetový vyhledávač, apod.

### Systémy kritické z hlediska bezpečnosti informací
Systémy kritické z hlediska bezpečnosti informací jsou systémy u nichž je hrozbou ztráta citlivých dat způsobená krádeží nebo neúmyslnou ztrátou.